# Hans fru och hans sekreterare
Hans fru och hans sekreterare (originaltitel: Wife vs. Secretary) är en amerikansk komedi från 1936 med Clark Gable, Jean Harlow och Myrna Loy i huvudrollerna. I en biroll ser vi en ung James Stewart. Filmen regisserades av Clarence Brown.

## Handling
Van Stanhope (Clark Gable) är helt beroende av sin sekreterare Whitey Wilson (Jean Harlow), och ringer henne alla tider på dygnet för att hon ska utföra olika ärenden. Han tillbringar också dagar i sträck iväg från sin fru, när han reser för sitt jobb. Stanhopes fru Linda (Myrna Loy) börjar misstänka att nåt fuffens pågår mellan hennes make och sekreteraren efter att svärmorn Mimi (May Robson) kommenterat situationen.

## Rollista (i urval)
- Clark Gable - Van Stanhope
- Jean Harlow - Helen Wilson
- Myrna Loy - Linda Stanhope
- May Robson - Mimi Stanhope
- George Barbier - Underwood
- James Stewart - Dave
- Hobart Cavanaugh - Joe
- Gilbert Emery - Simpson
- Marjorie Gateson - Eve Merritt
- Gloria Holden - Joan Carstairs